# نادي سوموزاس
نادي سوموزاس (Unión Deportiva Somozas) هو فريق كرة قدم مقره في سوموزاس في منطقة غاليسيا، إسبانيا. تأسس الفريق عام 1984.